# Carinodes vargasi
Carinodes vargasi är en stekelart som beskrevs av Porter 1980. Carinodes vargasi ingår i släktet Carinodes och familjen brokparasitsteklar. Inga underarter finns listade.